# Rhinolophus cognatus
Rhinolophus cognatus — вид рукокрилих родини Підковикові (Rhinolophidae).

## Поширення
Країни проживання: Індія (Андаманські острови). Мало що відомо про екологію цього виду, за винятком того, що це печерний вид, що мешкає в тропічних лісах, а також в мангрових лісах.

## Загрози та охорона
Загрози для цього виду залишаються погано відомими. Немає прямих заходів щодо збереження.